# Knöchelspielerin

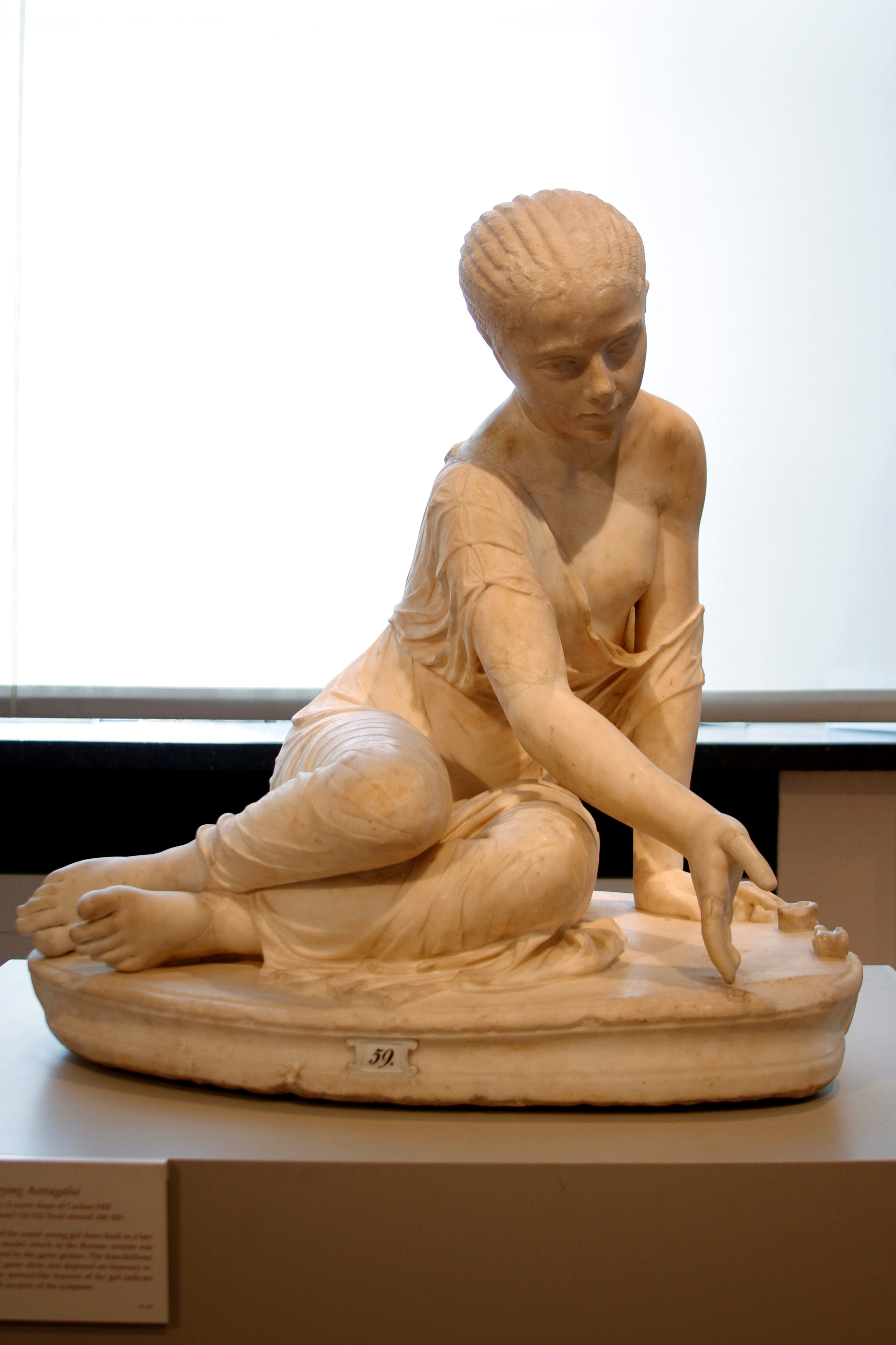
Knöchelspielerin in Berlin

Die Knöchelspielerin ist ein Typus der hellenistischen Bildhauerei, der in sechs römischen Kopien überliefert ist.
Allen Versionen der Statue ist die Grundhaltung gemein. Gezeigt wird eine Frau, die mit angezogenen Beinen auf dem Boden sitzt, sich mit der linken Hand abstützt und mit der rechten Hand gerade zwei Knöchel (Astragale) geworfen hat. Die linke Hand bedeckt zwei weitere Knöchel. Bekleidet ist die Frau mit einem dünnen Chiton, der um die Hüfte gegürtet ist. Von der linken Schulter ist das Kleidungsstück bis zum Ellenbogen herabgerutscht und zeigt einen Teil der linken Körperhälfte unbekleidet. Die Nacktheit hebt die Dargestellten aus der Sphäre der Lebenden auf eine ideale, göttliche Ebene.

## Venus mit der Muschel

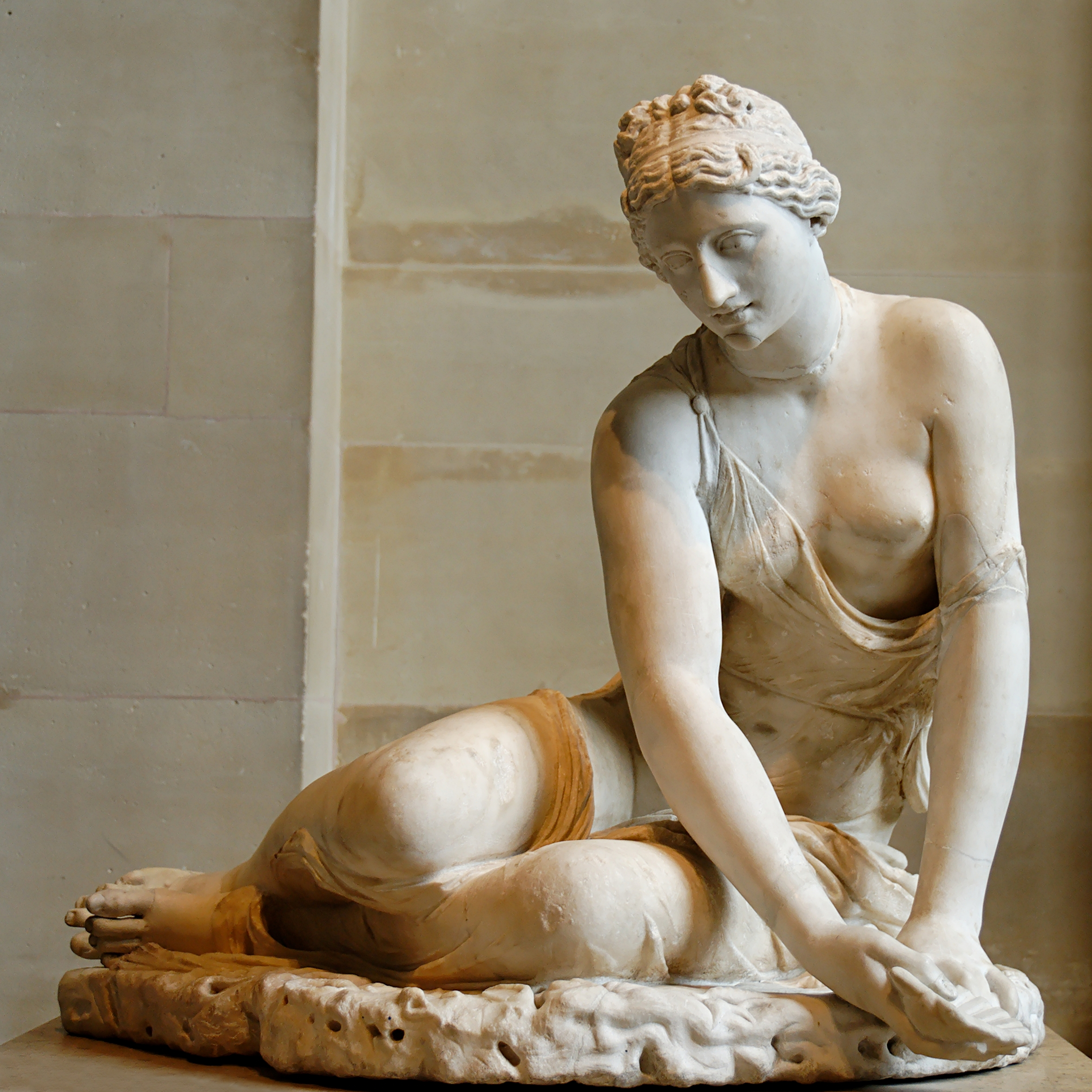
Venus mit der Muschel, Paris, Louvre

Die Venus mit der Muschel gehörte im 17. Jahrhundert zu den berühmtesten Antiken. Dem abgebildeten Mädchen wurde von einem zeitgenössischen Restaurator anstatt der Knöchel eine Muschel in die Hand gegeben. Die Statue befand sich in der Villa Borghese, Johann Joachim Winckelmann nannte sie „nackte Frau der Villa Borghese“. Das Original befindet sich heute im Louvre in Paris Hierher kam die Statue mit vielen anderen Werken aus der Villa Borghese auf Druck Napoleons, der den Besitzer der Sammlung, Herzog Camillo Borghese, der durch die Hochzeit mit Pauline Bonaparte zu seinem Schwager wurde, zum Verkauf zwang. Das Original trat mit der Zeit in der Bekanntheit hinter einer Marmorkopie zurück, die sich Ludwig XIV. für Versailles anfertigen ließ.
Mitte des 18. Jahrhunderts gerieten sowohl das Original als auch die Kopie fast in Vergessenheit, da eine neuere, qualitativ bessere Statue entdeckt wurde.

## Knöchelspielerin in der Antikensammlung Berlin
Diese Statue wurde 1730 auf dem Caelius gefunden. Sie gelangte in die Sammlung des Kardinals Melchior de Polignac. Im Jahr 1742 wurde die Knöchelspielerin mit weiteren Stücken der Sammlung von Friedrich II. für seine Residenz Sanssouci erworben. Heute befindet sie sich in der Berliner Antikensammlung.
Das Besondere an dieser Version der Statue aus antoninischer Zeit – gegen Ende des 2. Jahrhunderts – ist, dass entgegen anderen bekannten Beispielen der Statue keine Erwachsene, sondern ein halbwüchsiges Mädchen gezeigt wird. Das Porträt ist individuell gestaltet, was vermuten lässt, dass ein verstorbenes Mädchen dargestellt wird. Die Statue gehörte offenbar zum Grab des Mädchens, was die Porträthaftigkeit erklärt. Durch die Individualität der Darstellung ist diese Variante der Knöchelspielerin einmalig.
Es fallen zwei Dinge an der 70 Zentimeter hohen Statue besonders auf: zum einen die Melonenfrisur, die zur Entstehungszeit der Statue besonders weit verbreitet war, zum anderen der Gesichtsausdruck des Mädchens. In der Literatur wird häufig dargelegt, das Mädchen konzentriere sich intensiv auf das Spiel. Doch folgt man dem Blick der Statue, stellt man fest, dass er nicht auf das Spiel gerichtet ist. Der sanfte Gesichtsausdruck zeugt nicht von Interesse am Spiel, sondern von melancholischer Abwesenheit.
Die römische Replik wird nicht selten – trotz ihres Charakters als Nachschöpfung eines hellenistischen Originals und Genremotives – als etwas in seiner gelungenen Form Einmaliges empfunden.
Die Statue wurde an Hals und Oberkörper ergänzt. Neben anderen schufen die Bildhauer Wilhelm Jacobi und Moritz Daniel Oppenheim neuzeitliche Kopien.  Eine weitere Kopie, um 1790 vom Hofbildhauer Martin Gottlieb Klauer geschaffen, befindet sich auf der Veranda des Schlosses Tiefurt bei Weimar.

## Knöchelspielerinnen im British Museum und in der Sammlung Wallmoden

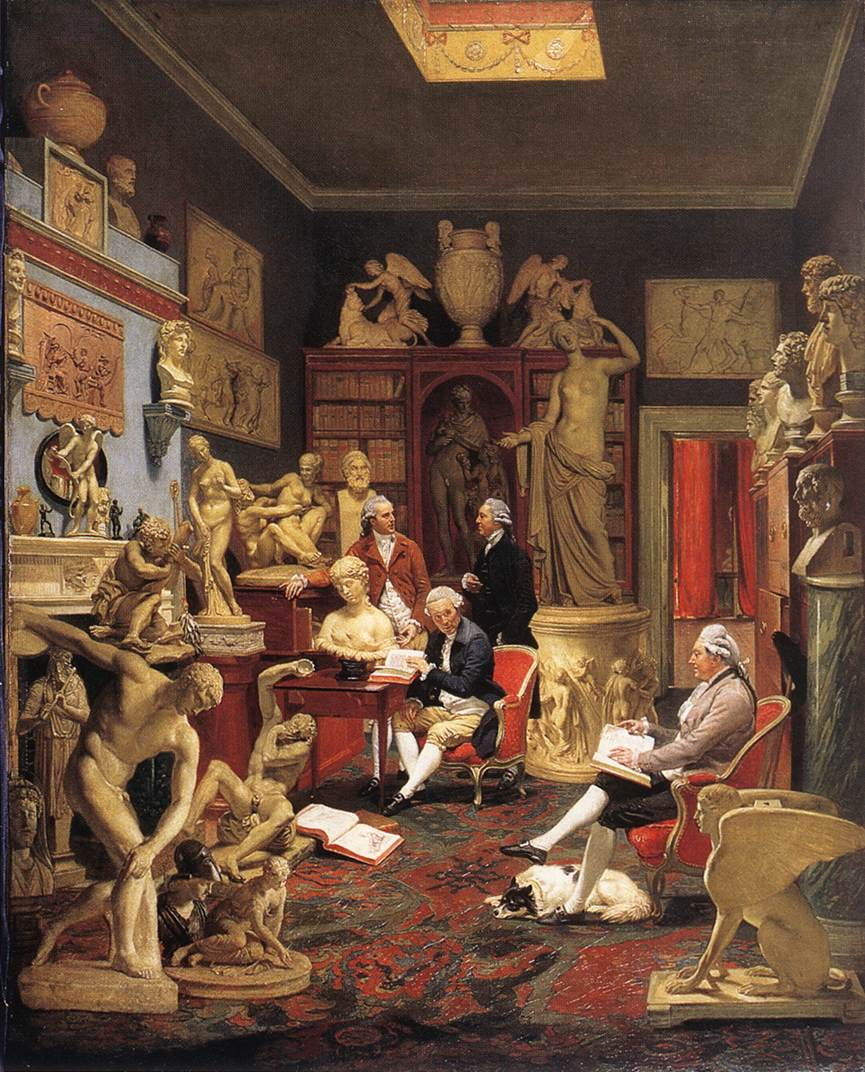
Charles Townley in his Sculpture Gallery, Gemälde aus dem Jahr 1783 von Johann Zoffany, unten links die Knöchelspielerin

Im Oktober 1765 wurde in der Vigna Verospi bei Porta Salaria auf dem Gelände der Horti Sallustiani in Rom eine weitere Variante der Knöchelspielerin in zwei Exemplaren gefunden. Ein Exemplar gelangte über die Sammlung von Charles Townley in das British Museum in London., das andere wurde von Graf von Wallmoden für dessen Sammlung erworben. Seit 1781 befindet sich ein Gipsabguss dieser Statue als Geschenk des Grafen Wallmoden in der Abgußsammlung der Universität Göttingen, von 1979 bis 2023 befand sich auch das Original dort als Dauerleihgabe. Die hier dargestellte Frau wirkt älter als die Berliner Knöchelspielerin.

## Knöchelspielerin in Dresden
Ein sechstes Exemplar befindet sich heute in der Dresdener Skulpturensammlung.